# رضوان شربیب
رضوان شربیب (زاده ۲۷ اکتبر ۱۹۶۸) شهروند تونسی است. وی با ۲۳۵ سانتی‌متر قد، تا سال ۲۰۰۵ به‌عنوان بلند‌قدترین مرد جهان شناخته می‌شد. وی همچنین نامش در کتاب گینس ثبت شده‌بود.